# Geiranger

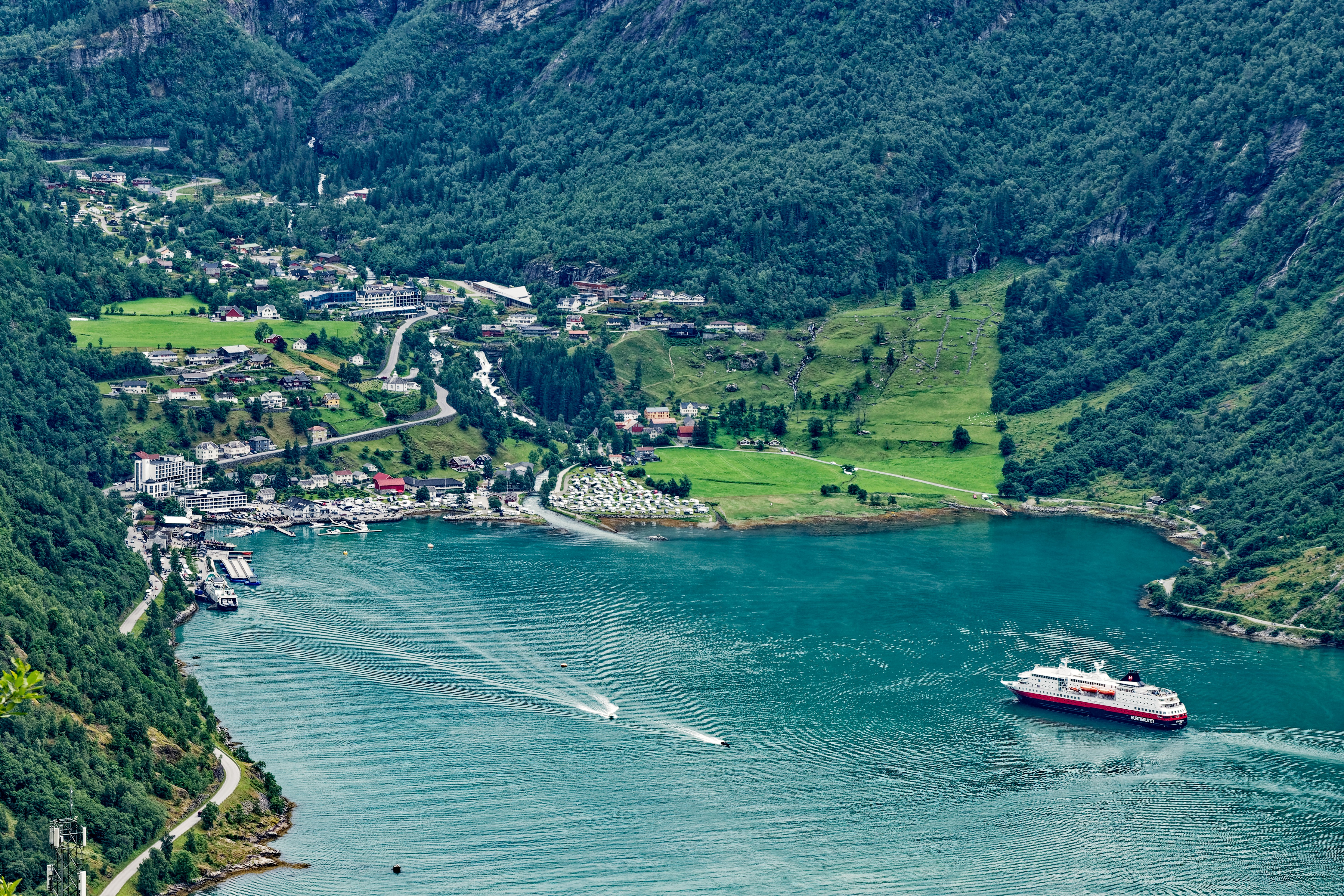
Geiranger von der Adlerstraße

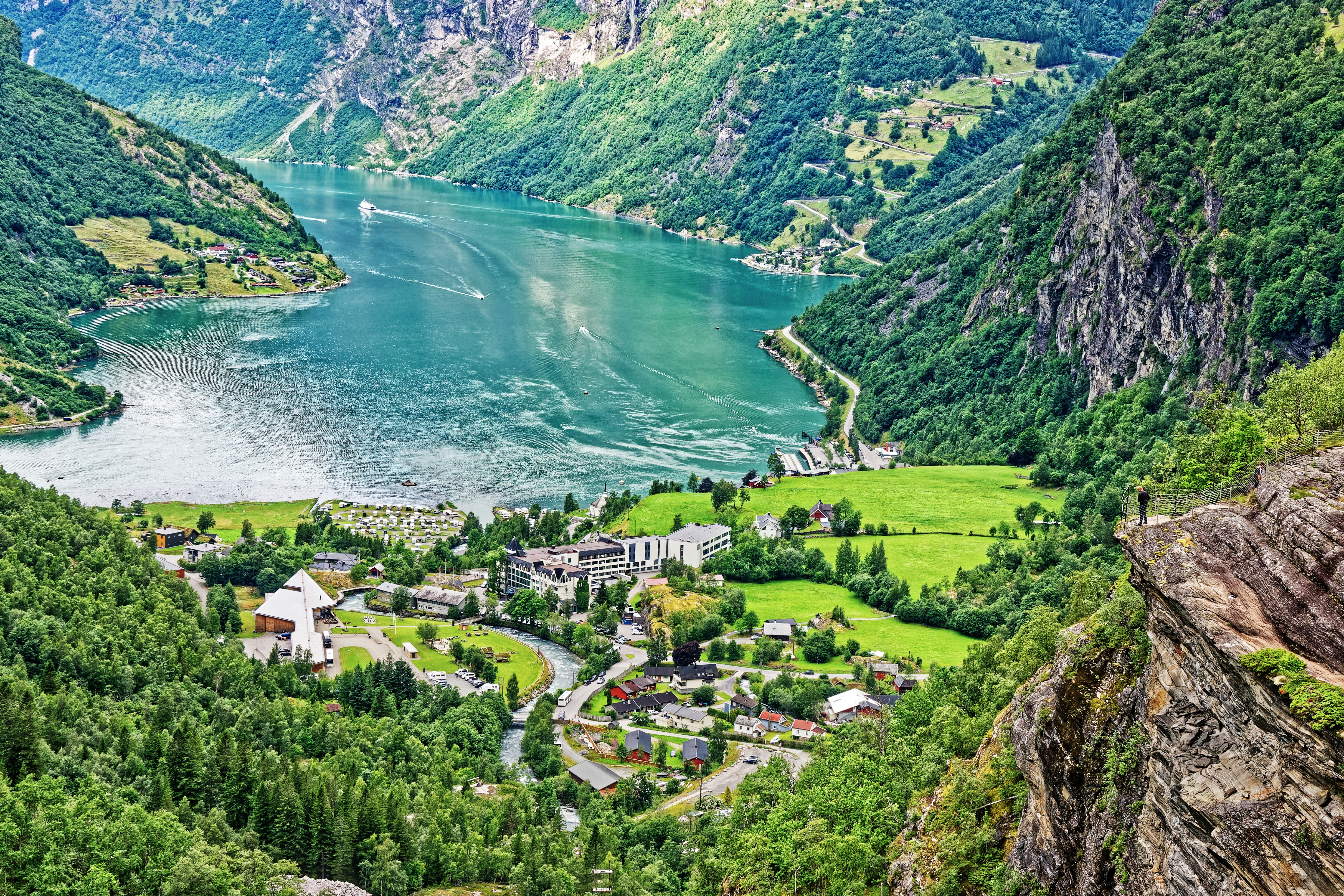
Geiranger von Flydalsjuvet

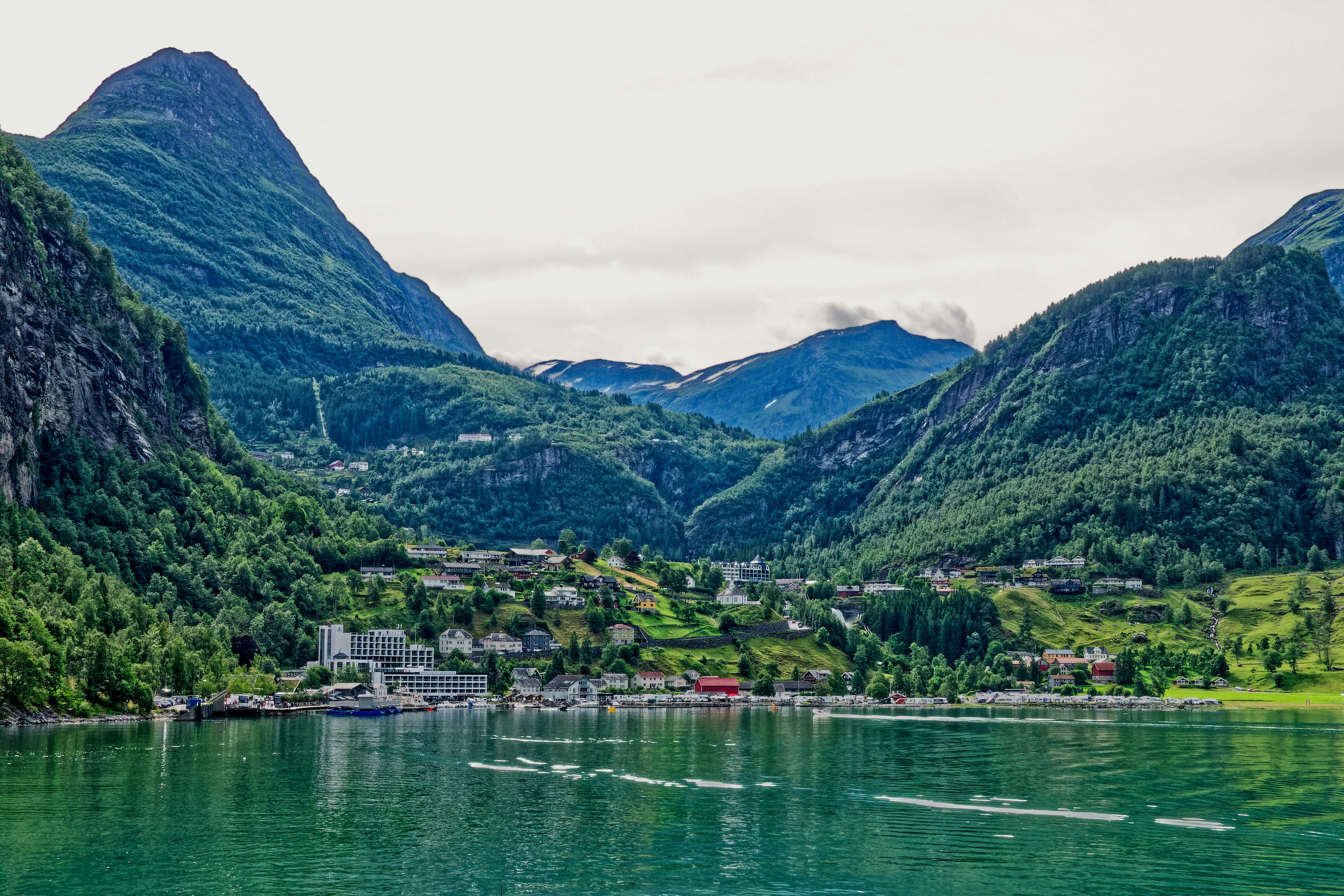
Blick über den Fjord auf Geiranger und den Dalsnibba (links).

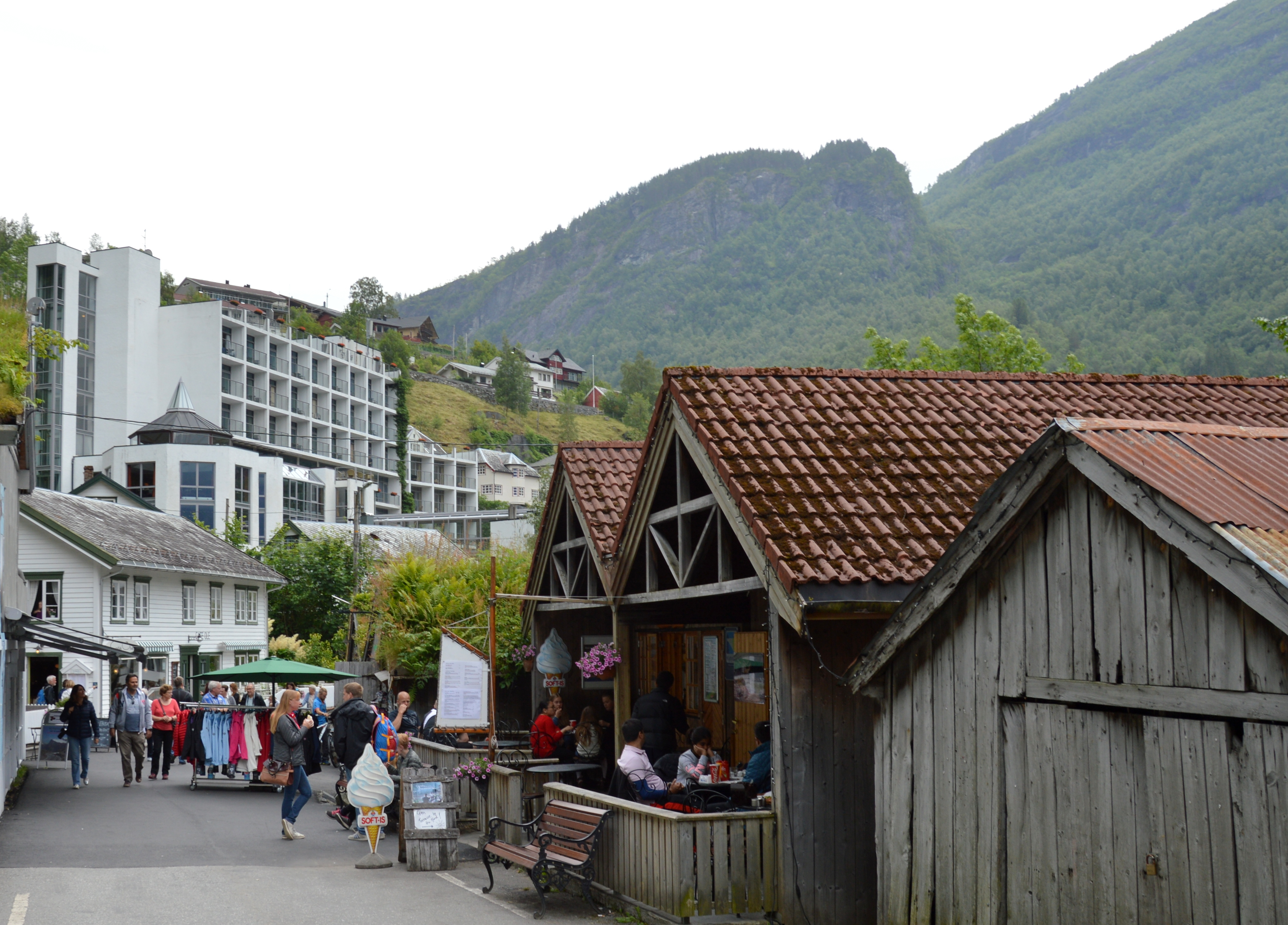
Straße in Geiranger, 2017

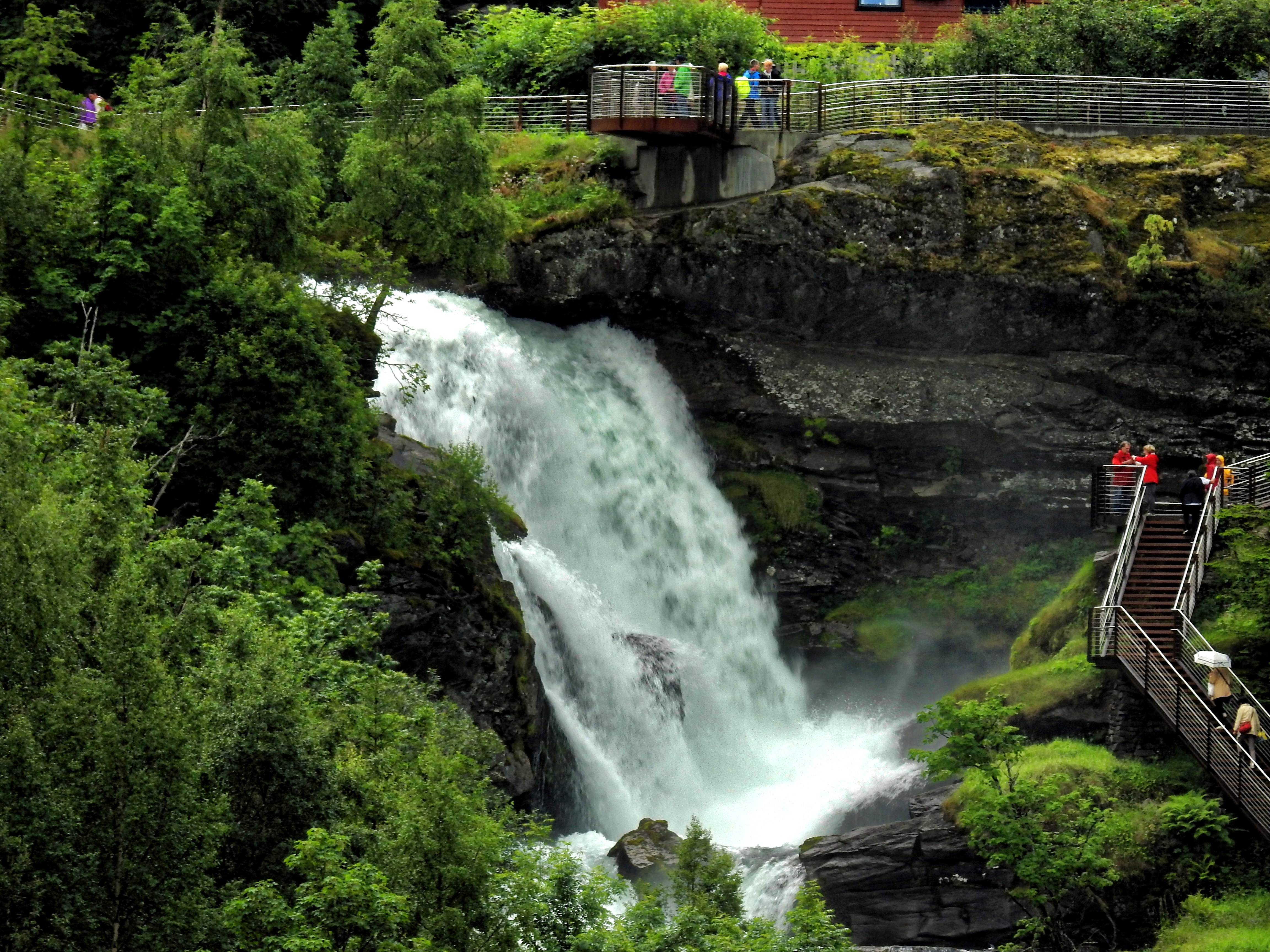
Storfossen Fälle, Geiranger

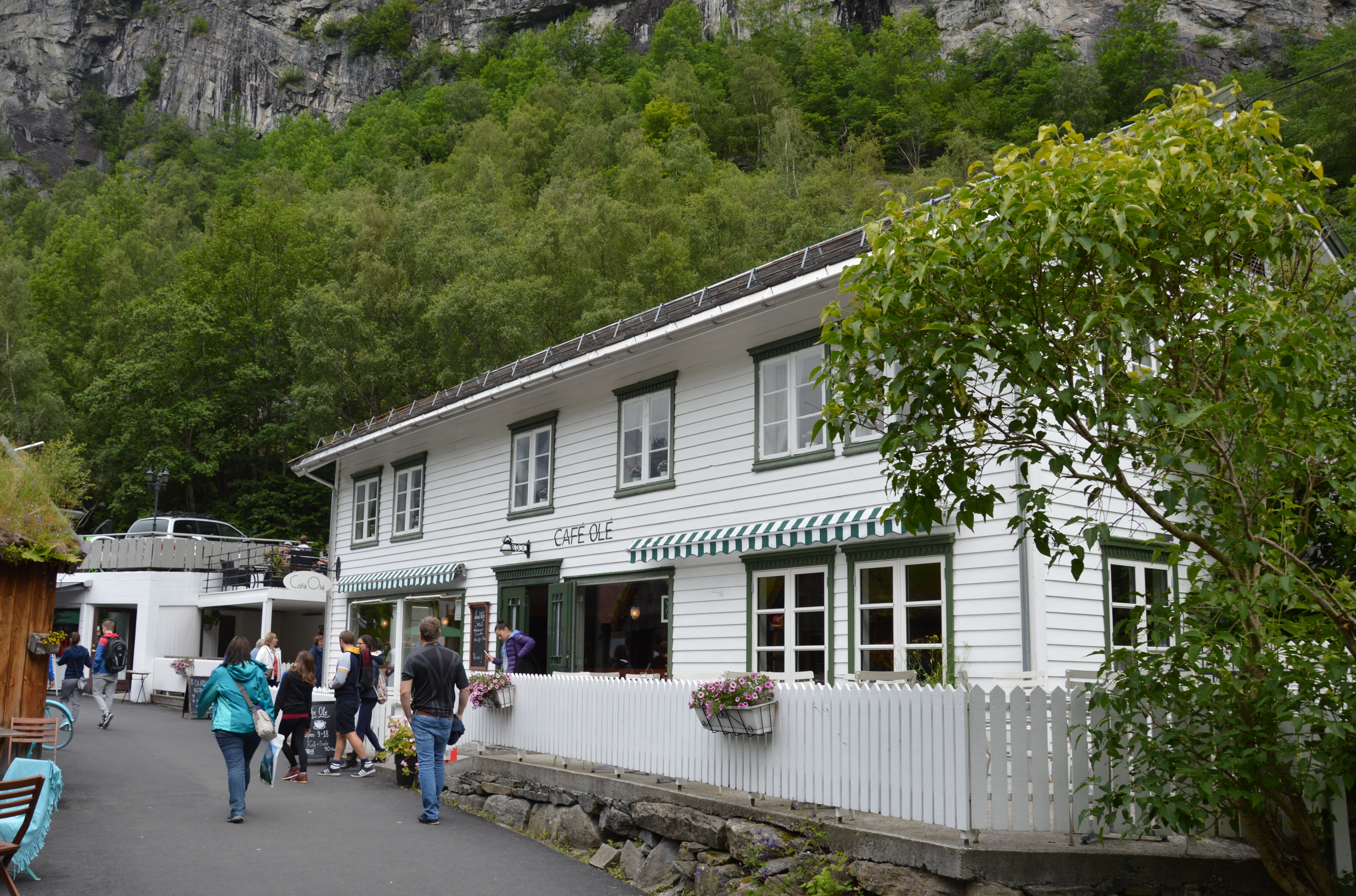
Cafe

Pfarrkirche in Geiranger

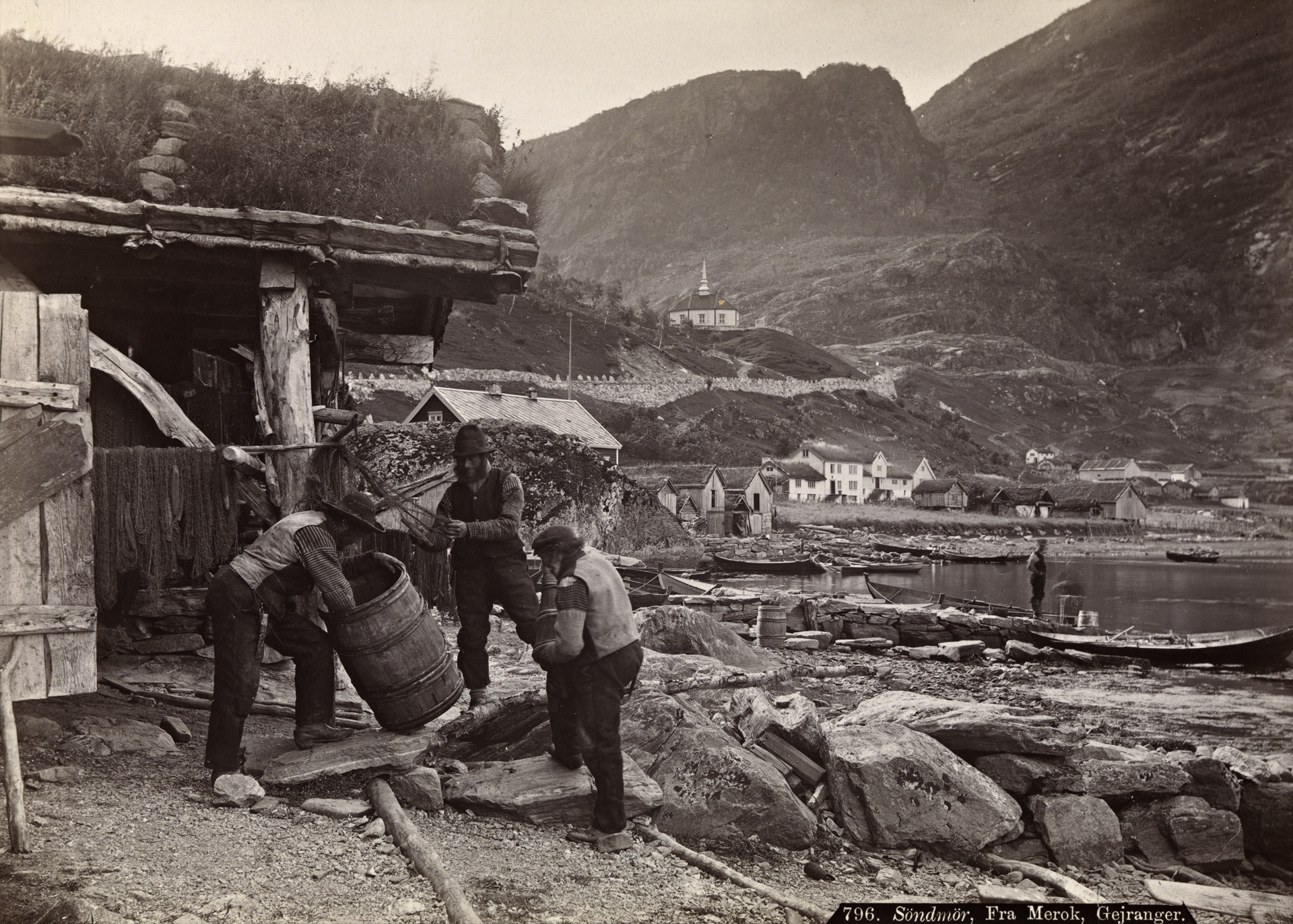
Geiranger, etwa in den 1880er Jahren (Fotografie von Axel Lindahl)

Geiranger ist ein Ort in der norwegischen Kommune Stranda, bekannt für seine malerische Lage am Geirangerfjord, der zum UNESCO-Weltkulturerbe gehört. 
Der Ort hat etwa 200 Einwohner und ist ein beliebtes Ziel für Touristen, die die beeindruckenden Wasserfälle, darunter den bekannten "Sieben Schwestern", sowie die umliegenden Berge und Wanderwege erkunden möchten.

## Lage und Bevölkerung
Der Ort liegt von hohen Bergen umgeben am Ende des Geirangerfjordes in der Provinz Møre og Romsdal und hat etwa 250 Einwohner; in den Sommermonaten steigt diese Zahl auf bis zu 2000 Einwohner an. Derzeit besuchen 14 Kinder den örtlichen Kindergarten und 27 Kinder die örtliche Schule (erste bis zehnte Klasse). Die Einwohner leben fast ausschließlich vom Tourismus, es kommen neben den Hurtigruten-Schiffen jährlich bis zu 200 Kreuzfahrtschiffe im Geirangerfjord und somit in Geiranger an. In den Wintermonaten ist der Fjord nicht beschiffbar, da von den umliegenden Bergen Lawinen abgehen, die dann hohe Wellen verursachen.
Autofähren fahren in der Sommersaison von Geiranger mehrere Male am Tag durch den Geirangerfjord nach Hellesylt. Östlich oberhalb des Orts erstreckt sich der Wasserfall Grinddalsfossen.

## Geschichte
Wohl bereits ab 1450 bestand in Geiranger eine Kirche, der heutige Kirchenbau stammt jedoch erst von 1842. Der Verkehr nach und von Geiranger wurde ursprünglich weitgehend über den Wasserweg abgewickelt. Schon im 15. Jahrhundert bestand jedoch in den Sommermonaten ein Gebirgsweg von Geiranger nach Lom. In den 1850er Jahren hatte der Handelsverkehr auf der Strecke deutlich zugenommen. So wurden aus Lom Beiz, Birkenrinde, Falken, Getreide, Leder und Teer nach Geiranger geliefert. Im Gegenzug wurden Eisen, Fisch (v. a. Hering), Salz und Textilien in Richtung Lom transportiert.
Als erstes Dampfschiff erreichte 1858 die D/S Sunnmöre Geiranger. Im Jahr 1867 eröffnete Martinus K. Maråk ein erstes Wirtshaus in Geiranger. Häufiger Gast war hier Hans Hagerup Krag, der sich Verdienste um den norwegischen Straßenbau erwarb. Der für den Ort bedeutende Tourismus setzte ab 1869 ein. 1880 schlug Krag vor, die Straße von Geiranger hoch hinauf zum Dalsnibba zu bauen, um insbesondere den Tourismus weiterzuentwickeln. Am 29. November 1881 begannen die Arbeiten an der Geirangerstraße, 1882 wurde der Knuten fertiggestellt. Die Einweihung der Geirangerstraße erfolgte am 15. August 1889, der Nibbevegen zum Dalsnibba entstand dann aber erst in den 1930er Jahren. Parallel zum Bau der Geirangerstraße wurde 1885 auch der Hafen ausgebaut, um Dampfschiffen bessere Anlegemöglichkeiten zu geben. Außerdem errichtete N.P. Veiberg 1884 das Geiranger Hotell. 1891 folgte das Union Hotel.
Ab den 1890er Jahren besuchte der deutsche Kaiser Wilhelm II. in der Zeit bis 1914 mehrmals Geiranger.
Tatsächlich wuchs der Tourismus weiter an. 1907 wurde die Gesellschaft Geiranger Skysslag gegründet. In ihr schlossen sich im örtlichen Fremdenverkehr Aktive zusammen, die insbesondere die Ausflüge der Touristen organisierten. 1910 hatte sie bereits etwa 36 Mitglieder. Für den Transport wurden eigene Pferdewagen gebaut. Der Inhaber des Union Hotels, Karl Mjelva I gründete 1907 die Geiranger Vognfabrik, die Pferdekutschen und dann Autos baute. Ab 1911 baute man eigene Autokarosserien für Opel-Modelle. Die Fahrzeuge hatten sieben bis neun Sitze. Ab 1913 entstanden auch Busse. Es wurde ein Busdienst über Grotli nach Stryn eingerichtet. Schon im Jahr 1920 wurden in Geiranger 112 Touristenschiffe gezählt. In den 1920er und 1930er wuchs der Tourismus noch deutlich an. Mit den per Schiff in Geiranger ankommenden Reisenden wurden Ausflüge in das nahe Gebirge organisiert. In Spitzenzeiten wurden bereits zu diesem Zeitpunkt mehr als 100 Fahrzeuge zum Transport der Touristen eingesetzt. 1955 wurde die Adlerstraße nach Eidsdal eingeweiht.
Auf Initiative Karl Mjelva II wurde in Geiranger das Museum Norsk Fjordsenter errichtet und am 14. Juni 2002 durch Königin Sonja von Norwegen eröffnet.
Geiranger war auch im norwegischen Katastrophenfilm The Wave – Die Todeswelle einer der Handlungsorte. Das im Film thematisierte Hotel gibt es in abgewandelter Form tatsächlich.

## Sehenswürdigkeiten
- Geirangerfjord
- Adlerstraße
- Dalsnibba, ein Berggipfel
- Knuten, eine Straßenschleife
- Kirche von Geiranger
- Flydalsjuvet Aussichtspunkt
- Norsk Fjordsenter

## Persönlichkeiten
In Geiranger geboren wurden der Politiker Ole Martin Gausdal (1860–1960) und der Autor Knut Olav Homlong (* 1969).